# Cassien Augier
Cassien Augier OMI (* 13. Oktober 1845 in Collongues (Alpes-Maritimes); † 2. November 1927 in Neapel) war ein französischer Ordensgeistlicher und Generaloberer der Oblaten der Unbefleckten Jungfrau Maria.
Cassien Augier trat 1863 in das Noviziat bei den Oblaten in Notre-Dame-de-l’Osier ein. Im September 1864 legte er die ewigen Gelübde ab, denen am 21. Mai 1869 die Priesterweihe folgte. 
Von 1869 bis 1877 unterrichtete er am Priesterseminar in Ajaccio. Anschließend gehörte er der Kommunität von Montmartre an, bevor er 1881 als Prokurator der Kongregation am Heiligen Stuhl nach Rom versetzt wurde. Dort gründete er ein Scholastikat der Oblaten und leitete von 1883 bis 1885 den Bau des Gebäudes zu dessen Unterbringung. Ab 1890 war er Generalassistent der Kongregation mit Sitz in Paris und zuständig für Berufungen, wurde aber auch mit kanonischen Visitationen der Missionen in Südafrika, Australien und Ceylon betraut.
Am 19. Mai 1898 wählte ihn das Generalkapitel schließlich zum Generaloberen der Kongregation. Er folgte dem verstorbenen Pater Louis Soullier nach.
In seine Amtszeit fiel die Gründung mehrerer neuer Ordensprovinzen (Kanada, Belgien und eine zweite Provinz in den Vereinigten Staaten). Alles überschattend war jedoch die Auflösung der französischen Ordensprovinzen. Zwischen 1901 und 1905 wurden in Frankreich mehrere Gesetze erlassen, in deren Folge kirchliche Schulen geschlossen, Ordensgemeinschaften aufgelöst und deren Vermögen liquidiert wurde. Dies mündete mit dem Gesetz zur Trennung von Kirche und Staat in der Einführung des Prinzips des Laizismus, wovon auch die Oblaten nicht verschont wurden. Pater Augier war gezwungen, das Generalhaus 1904 zunächst nach Lüttich und 1905 nach Rom zu verlegen. Durch unvorteilhafte Finanzgeschäfte geriet die Ordensgemeinschaft in finanzielle Schwierigkeiten, was Ende 1905 offenbar wurde. Pater Augier übernahm dafür die Verantwortung und trat am 24. Januar 1906 als Generaloberer zurück.
In den folgenden Jahren ging Cassien Augier als Seelsorger zunächst nach Santa Maria a Vico, dann nach Maddaloni und schließlich Neapel, wo er am 2. November 1927 verstarb.